# Ankylopteryx ferruginea
Ankylopteryx ferruginea är en insektsart som beskrevs av Tsukaguchi 1995. Ankylopteryx ferruginea ingår i släktet Ankylopteryx och familjen guldögonsländor. Inga underarter finns listade i Catalogue of Life.